# Ptilodexia striata
Ptilodexia striata är en tvåvingeart som först beskrevs av Wulp 1891. Ptilodexia striata ingår i släktet Ptilodexia och familjen parasitflugor.
Artens utbredningsområde är Panama. Inga underarter finns listade i Catalogue of Life.